# 勝者はドラッグに頼らない

「Winners Don't Use Drugs」表示画面

「勝者はドラッグに頼らない」（英語: Winners Don't Use Drugs）は、1989年から2000年までの約11年間、北米市場のアーケードゲームに表示が義務付けられた薬物撲滅スローガンである。
スローガンはゲームのアトラクトデモ中に数秒間、FBIの紋章と当時のFBI長官ウィリアム・セッションズの名（セッションズ退任後は単に「FBI Director」または非表示）とともに全画面表示される。

## 概要

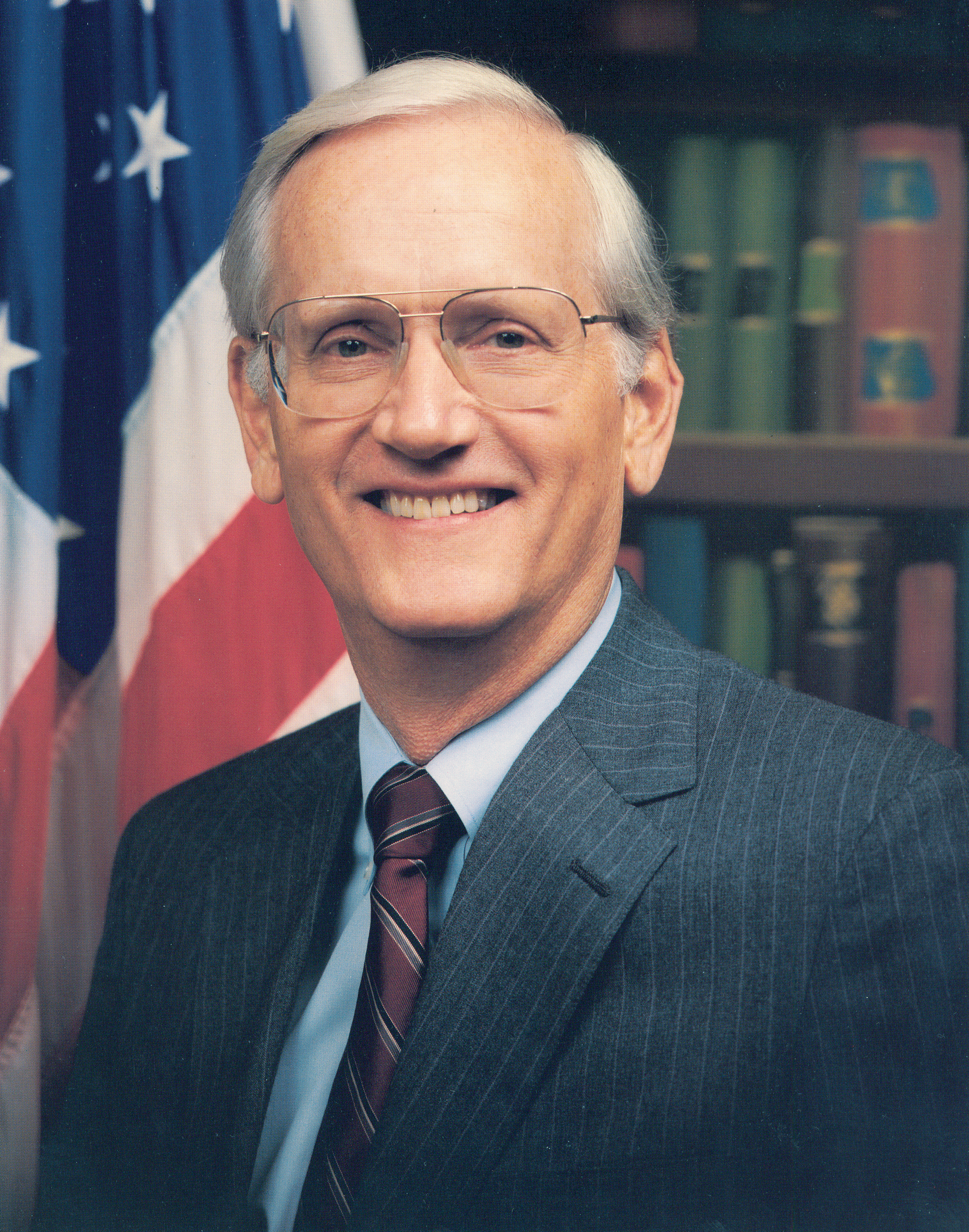
第4代FBI長官ウィリアム・セッションズ

ニクソン大統領時代に始まり時のレーガン大統領が対策を強化した麻薬戦争の一環として、1987年にFBI長官に就任したセッションズは青少年を対象とする薬物乱用防止プログラムを立ち上げた。その命を受けたFBI広報官ボブ・ダベンポートが、元FBIの友人でアメリカアミューズメント施設協会（AAMA）の会長ロバート・フェイとの会食で任務について語ると、フェイはゲームにスローガンを表示することを提案した。FBI時代に海賊版ビデオゲーム対策を指揮したフェイの業界への影響力は強く、国内外の主要なアーケードゲームメーカー20社がスローガン表示に合意し、輸入されたすべてのアーケードゲームにスローガン表示を義務付ける法律も可決された。
スローガンは若年層にも理解しやすい簡潔さを目指して考案され、表示画面はその旨が一目で明快に伝わるように設計された。プレイ中ではなくアトラクトデモ中に表示するのは、無料で繰り返し見せられるためである。ピンボール機においては、ドットマトリクス・ディスプレイに文言のみが表示された。
この施策は1989年1月10日にFBIが開いた記者会見で発表され、麻薬戦争への関心が薄れ北米アーケードゲーム市場も衰退した2000年頃に幕を閉じた。

## その他

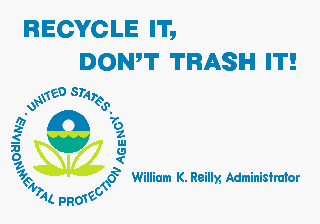
「Recycle It, Don't Trash It!」表示画面

同様の施策として、アメリカ合衆国環境保護庁によるリサイクル促進スローガン「Recycle It, Don't Trash It!」の表示が1992年から試みられた。
意図せぬ副作用として、スローガン表示の有無はゲーム基板が北米市場向け正規流通品か否かの識別に役立った。他国市場向けゲーム基板にはスローガンが含まれないため、その非正規輸入品や複製品が北米で稼働していれば違和は明らかである。
往時を偲ばせる大衆文化の一つとして、スローガンはさまざまに引用・パロディ化されている。コンピュータゲーム『スコット・ピルグリムVS.ザ・ワールド: ザ・ゲーム』の「Winners Don't Eat Meat」（勝者は肉を食べない）や、テレビアニメ『フューチュラマ』の「Winners don't play video games」（勝者はビデオゲームをしない）など。